# 橋本真司
橋本 真司（はしもと しんじ、英語: Shinji Hashimoto、1958年5月24日 - ）は、日本のゲームクリエイター。『FF』シリーズ・ブランドマネージャー、株式会社スクウェア・エニックス専務取締役、スクウェア・エニックス・ホールディングス理事を歴任。
2022年6月よりソニー・ミュージックエンタテインメントシニアアドバイザー、フォワードワークス取締役会長。

## 来歴
福岡県北九州市出身。1983年、駒澤大学経済学部卒業。大学4年間は、徳間書店の『アニメージュ』『ロマンアルバム』『テレビランド』でアルバイトを行なう。『アニメージュ』では、学生ながらも『機動戦士ガンダム』の担当編集になり、富野由悠季と出会っている。また、当時『アニメージュ』の編集だった鈴木敏夫とも出会っている。
大学卒業後はバンダイに入社。当時のファミコン名人ブームに乗り、橋本名人として同社の営業を担当する。眼鏡が特徴的であったが、実は伊達眼鏡である。
その後ゲーム自体のプロデューサーを務めるようになり、1991年8月にバンダイを退社しコブラチームを設立。同社で引き続きキャラクターゲームの制作を担当する。伊達眼鏡はバンダイ時代の特徴という思いから現在はかけていない。
1994年、同社がスクウェアの子会社になったのを期にソリッドへと社名変更。それまでの実績を買われ、スクウェアの外注作品を全面的に管理するようになる。
その後はスクウェア本社へと移籍し、『ファイナルファンタジーシリーズ』を手がけるようになる。移籍時期は不明だが、『ブレイヴフェンサー 武蔵伝』（1998年）まではソリッドの名前が確認できるため、その前後と推測される。移籍後も『キングダム ハーツ』、『FF7AC』など、ゲーム業界外の会社が関わるタイトルを手がけることが多い。また、営業担当執行役員（コーポレート・エグゼクティブ）として旧エニックスの作品にも関わる。
エグゼクティブプロデューサーを務めた『すばらしきこのせかい』（2007年）では、ゲームクリア後のパラレル世界でのシナリオでミニゲームで対決する最後の相手として、名乗りこそはしないが赤いメガネをかけた「名人」という人物が登場した。
2010年からはスクウェア・エニックスの公式Twitterアカウントも担当。2012年8月3日にゲーム開発に専念するために橋本は担当から外れた。
ファイナルファンタジーXIV オンラインイベント“デジタルファンフェスティバル2021”の2日目のオープニングにて、ファイナルファンタジーシリーズのブランドマネージャーを退任したことを明らかにした。
2021年5月21日 任期満了に伴い、執行役員専務を退任。その後、スクウェア・エニックス・ホールディングス理事として引き続き勤務していた。
2022年5月31日、スクウェア・エニックスを定年退職。
2022年6月16日、ソニー・ミュージックエンタテインメントシニアアドバイザーおよび子会社のフォワードワークス取締役会長に就任したことを自身のTwitterで発表した。

## 人物
- 父親は転勤族。転校ばかりだったため、小さい頃から輪に溶け込む方法は考えてきた[10]。
- 大学では池田憲章が立ち上げたSF研究会（1975～88年度に活動のサークル）に入り、そこで月刊『アニメージュ』編集部のアルバイトを紹介される。入学前から同人誌を作っていたので、趣味でお金が貰えるなら良いと思い働く。
- 大学1年の6月には名刺を持って取材に出ていた。担当はガンダムで、ちょうど第一作の放送が始まった頃。世の中では大熱狂しており、制作現場に行けるのが嬉しかった。
- 担当したムック本シリーズが100万部超えのベストセラーに。人脈ができ、TVアニメや商品化の企画書も多く書く。ガンプラの企画にも参加。テレビCMの第二弾以降はCM演出に関わる。
- 編集部のアルバイトに勤しむが、学業は疎かにせず、留年はしていない。単位を落とさないように、しっかり授業に出て、仕事は夜から。石井啓雄ゼミ（専門は経済政策、のち名誉教授）で勉強し、喫茶パオでミートスパを食べていた。
- バイトでのガンプラの経験から、バンダイ入社後はプラモデルの仕事ができると思い込んでいたが、配属先は家庭用ゲーム機とソフトを販売する部署だった。アニメをゲームにする時代が来るかもしれないという噂があり、研修のつもりで営業に取り組んだ。
- バンダイ入社後すぐに任天堂からファミコンが発売され、ファミコンソフトを扱うようになる。宣伝担当した「キン肉マン マッスルタッグマッチ」も100万本超えのヒットとなる。
- フィギュアスケート選手の橋本誠也は息子。

## 作品

### バンダイ在籍時
- 機動戦士Ζガンダム・ホットスクランブル：マーケティング
- ポケットザウルス 十王剣の謎（自ら主人公として出演）
- ファミコンジャンプ 英雄列伝：プロデューサー
- ファミコンジャンプII 最強の7人：プロデューサー（監修は堀井雄二が担当）

### コブラチーム在籍時
- ジョジョの奇妙な冒険：製作総指揮
- BASTARD!! -暗黒の破壊神-（SFC版）：製作総指揮

### スクウェア・エニックス（旧スクウェア／ソリッド）在籍時
下記以外にも営業担当執行役員（コーポレート・エグゼクティブ）として多くの作品に参加。
- フロントミッション（1995年）：プロデューサー（土田俊郎と共同）
- フロントミッション ガンハザード（1996年）：エグゼクティブプロデューサー
- トレジャーハンターG（1996年）：プロデューサー
- トバルNo.1（1996年）：エグゼクティブプロデューサー
- ファイナルファンタジーVII（1997年）：宣伝プロデューサー
- フロントミッション セカンド（1997年）：エグゼクティブプロデューサー（武市智行と共同）
- アインハンダー（1997年）：エグゼクティブプロデューサー
- フロントミッション オルタナティヴ（1997年）：プロデューサー
- チョコボの不思議なダンジョン（1997年）：プロデューサー
- エアガイツ（1998年）：監修
- ファイナルファンタジーVIII（1999年）：プロデューサー
- チョコボレーシング（1999年）：プロデューサー
- DRIVING EMOTION TYPE-S（2000年）：プロデューサー
- ファイナルファンタジーIX（2000年）：プロデューサー
- バウンサー（2000年）：プロデューサー
- キングダム ハーツ（2002年）：プロデューサー
- キングダム ハーツ チェイン オブ メモリーズ（2004年）：プロデューサー（北瀬佳範と共同）
- ファイナルファンタジーVII アドベントチルドレン（2005年）：プロデューサー（北瀬佳範と共同）
- キングダム ハーツII（2005年）：プロデューサー
- ダージュ オブ ケルベロス ファイナルファンタジーVII（2006年）：エグゼクティブプロデューサー
- チョコボと魔法の絵本（2006年）：エグゼクティブプロデューサー
- チョコボの不思議なダンジョン 時忘れの迷宮（2007年）：エグゼクティブプロデューサー
- すばらしきこのせかい（2007年）：プロデューサー
- キングダム ハーツ 358/2 Days（2009年）：エグゼクティブプロデューサー
- キングダム ハーツ コーデッド（2009年）：エグゼクティブプロデューサー
- ファイナルファンタジーXIII（2009年）：エグゼクティブプロデューサー
- キングダム ハーツ バース バイ スリープ（2010年）：エグゼクティブプロデューサー
- フロントミッション エボルヴ（2010年）：プロデューサー
- The 3rd Birthday（2010年）：エグゼクティブプロデューサー
- ファイナルファンタジーXV（2016年）：プロデューサー
- ワールド オブ ファイナルファンタジー（2016年）：プロデューサー
- キングダム ハーツIII（2019年）：プロデューサー
- LEFT ALIVE（2019年）：プロデューサー